# Núria Mas
Núria Mas Canal (Barcelona, 3 d'agost del 1973) és una economista, professora i consellera catalana, especialitzada en el sector sanitari i que dirigeix el departament d'Economia de l'IESE Business School. Entre 2017 i 2023 fou consellera del Banc d'Espanya, substituint Guillem López Casasnovas, després d'esgotar aquest dos mandats consecutius de sis anys, màxim marcat per llei. La seva activitat docent se centra en la macroeconomia i l'economia de la salut.

## Biografia
Núria Mas es va llicenciar en Ciències Econòmiques i Empresarials per la Universitat Pompeu Fabra. Va obtenir el seu doctorat en Economia a la Universitat Harvard i va fer un màster en Economia per les universitats Pompeu Fabra i Harvard.
Del 2001 al 2003 va treballar a Lehman Brothers a Londres d'associada al Departament de Renda Fixa. Des del 2003 és professora al departament d'Economia de l'IESE Business School, i n'és nomenada directora el 2016. A més, és titular de la Càtedra Jaime Grego de Gestió Sanitària. Abans d'incorporar-se a l'IESE i durant els estudis de doctorat, Mas va ser investigadora del National Bureau of Economic Research a Boston. Entre el 2014 i el 2015 va ser membre del Consell assessor per a la Sostenibilitat i el Progrés del Sistema Sanitari de la Generalitat de Catalunya.
Amb el seu nomenament quatre dels deu membres del consell són dones, cosa insòlita en la història del Banc d'Espanya. Les altres tres són Carmen Alonso i la secretària general del Tresor Emma Navarro com a vicepresidenta de la CNMV, Ana María Martínez-Pina.
Abans que ella, van ser consellers per quota catalana Guillem López Casasnovas (2005-2017), Joaquim Muns (1994-2004), Eugeni Domingo Solans (1994-1998), Alfred Pastor (1990-1993), José Luis Sureda (1985) ) i Joan Sardà Dexeus (1980-1984).
El 2023 Nadia Calviño va prescindir dels seus serveis.

## Publicacions destacades
- Nuria Mas i Canal «Technology complexity and target selection: : the case of US hospital mergers». Industrial and Corporate Change, 24, 2,  2015, pàg. 511-537. ISSN: 1464-3650.
- Nuria Mas i Canal «La "Triple Meta" para el futuro de la sanidad». Papeles de economía española, 142,  2014, pàg. 2-6. ISSN: 0210-9107.